# هلن مورگان (ورزشکار)
هلن مورگان (انگلیسی: Helen Morgan; ۲۰ july ۱۹۶۶ – ۱۹ نوامبر ۲۰۲۰) بازیکن هاکی روی چمن اهل بریتانیا بود.